# Traumatismo de tórax
Un traumatismo torácico es una lesión grave en el tórax, bien sea por impactos de golpes  contusos o por heridas penetrantes. El traumatismo torácico es una causa frecuente de discapacidad y mortalidad significativa, la principal causa de muerte después de un trauma físico a la cabeza y lesiones de la médula espinal. 
Los traumatismos torácicos pueden afectar a la pared ósea del tórax, la pleura y los pulmones, el diafragma o el contenido del mediastino. Debido a potenciales lesiones anatómicas y funcionales de las costillas y de tejidos blandos incluyendo el corazón, pulmón o grandes vasos sanguíneos, las lesiones torácicas son Emergencias médicas que si no son tratadas rápida y adecuadamente pueden dar como resultado la muerte.

## Historia
Las lesiones de tórax fueron descritas por primera vez en detalle alrededor del año 1600 aC en el Papiro Edwin Smith del Antiguo Egipto. Los escritos de Hipócrates en el siglo V contienen también una serie de informes de casos de trauma, incluyendo lesiones torácicas.

## Epidemiología
Las lesiones torácicas suponen del 20% al 25% de todas las muertes por traumatismo, y las complicaciones del traumatismo torácico contribuyen a otro 25% de todas las muertes.
Menos del 15% de estas lesiones requieren tratamiento quirúrgico definitivo. Más del 80% de las lesiones torácicas que amenazan la vida se pueden revertir con medidas adecuadas.

## Clasificación
El traumatismo torácico puede ser clasificado como contundente o penetrante. El trauma contuso y las lesiones penetrantes tienen diferentes fisiopatologías y cursos clínicos. 

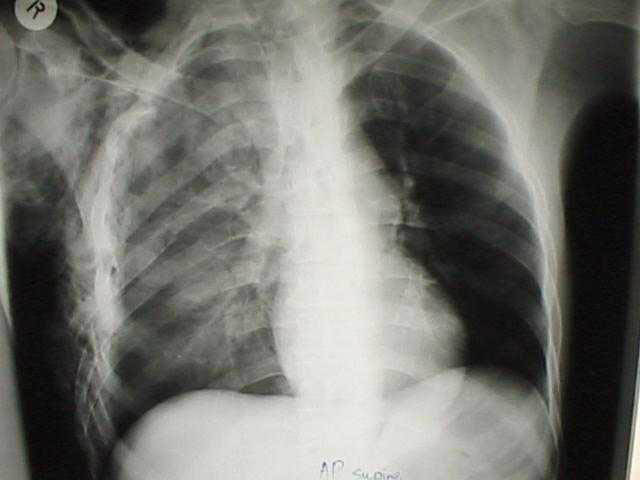
Rayos X de tórax de una contusión pulmonar derecha asociada a un tórax inestable y enfisema subcutáneo.

Las formas específicas de traumatismo de tórax incluyen:
- Lesiones en la pared torácica 
  - Contusiones o hematomas de la pared torácica
  - Fracturas de costilla
  - Tórax inestable
  - Fracturas esternales
  - Fracturas de la clavícula la articulación del hombro
- Lesión pulmonar (daño a los pulmones) y las lesiones que impliquen el espacio pleural 
  - Contusión pulmonar
  - Laceración pulmonar
  - Neumotórax
  - Hemotórax
  - Hemoneumotórax
- Daño a las vías respiratorias
  - Desgarros traqueobronquiales
- Lesión cardiaca
  - Taponamiento cardíaco
  - Contusión miocárdica
- Lesiones de vasos sanguíneos 
  - Rotura traumática de aorta, lesión de aorta torácica
- Lesiones a otras estructuras en el tronco
- Lesiones esofágicas (síndrome de Boerhaave)
- Lesión del diafragma

## Etiología
La causa más importante de traumatismo torácico son los accidentes de tránsito, los cuales representan el 70-80% de dichas lesiones. Como resultado de ello, varios países han creado estrategias preventivas para reducir los accidentes de tránsito fundamentado en la restricción del límite de velocidad y el uso del cinturón de seguridad. Los peatones arrollados por vehículos, las caídas, y los actos de violencia son otros mecanismos causales. Una explosión también puede resultar en traumatismo torácico.

## Fisiopatología
El traumatismo de tórax frecuentemente causa hipoxia tisular y acidosis con hipercapnia. La hipoxia tisular es consecuencia de un inadecuado suministro de oxígeno a los tejidos causado por hipovolemia, los cambios en la ventilación-perfusión pulmonar resultado de una contusión, hematoma, colapso alveolar, etc., así como cambios en la presión intratorácica de un neumotórax, hemotórax, etc., lo que conlleva a una acidosis respiratoria causada por una disminución de la ventilación y la acidosis suele ser secundaria al metabolismo anaerobio de las células que no disponen del oxígeno suficiente, lo que resulta en una depresión del nivel de consciencia. En estados más avanzados sin tratamiento se puede instalar una acidosis metabólica causada por hipoperfusión tisular y choque circulatorio.
A menudo es difícil aislar un único mecanismo de la lesión, pero con fines didácticos, se dividen para mejor entendimiento.

### Traumatismo directo

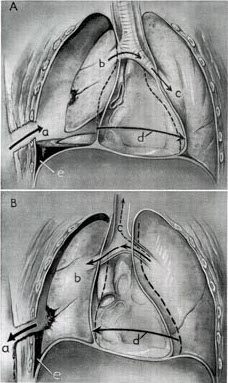
La mecánica de una herida que causa neumotórax de tensión. A. El aire entra en el pecho a través de la abertura en la pared torácica durante la inspiración (a). El pulmón se colapsa en el lado afectado (b), el aire pasa de los bronquios afectados. El aire entra en el bronquio del pulmón colapsado (c), y pasa al pulmón intacto. El mediastino se corre hacia el lado opuesto de la herida (d), y se produce hemotórax (e). B. Durante la expiración, el aire escapa a través de la herida (a). El pulmón colapsado se expande (b). El aire pasa desde el lado no afectado hacia el pulmón lesionado y luego hacia la tráquea (c). El mediastino se desplaza hacia el lado involucrado (d), y se produce hemotórax (e).

Si bien no es el mecanismo patogénico fundamental en los accidentes de tráfico, sí desempeña un papel importante en los accidentes domésticos, laborales y deportivos. En un traumatismo directo, se golpea el pecho con un objeto en movimiento o bien va a estrellarse con una estructura fija. En este caso, la pared torácica absorbe el impacto y la transmite a las vísceras. Además, en este tipo de trauma es común que la persona, al darse cuenta de que el golpe se producirá, sin darse cuenta, inspira y cierra la glotis, pudiendo causar un neumotórax. En el trauma directo ocurren lesiones generalmente bien demarcadas sobre las costillas y, rara vez sobre el esternón, el corazón y los vasos sanguíneos torácicos.

### Trauma por compresión
Las lesiones por compresión involucra un mecanismo relativamente común en los deslizamientos de tierras, entre obreros de la construcción, excavaciones, etc. Muestra lesiones más difusas en el pecho, mal definidas y, si la compresión es prolongada, puede causar asfixia traumática, mostrando cianosis en el cuello y cara, así como hemorragia sub-conjuntival. En los niños, este mecanismo es de suma importancia, ya que el pecho es más flexible, y puede causar una lesión de vísceras torácicas con un mínimo daño aparente. En ciertas situaciones, la lesión del parénquima pulmonar se ve facilitada por el paciente, cuando el sujeto sostiene la respiración, el cierre de la glotis y la contracción de los músculos del pecho, a fin de protegerse a sí mismo, pero la presión pulmonar aumenta demasiado. En el momento de la colisión, la energía de la compresión hace que la presión aumente aún más, causando la ruptura del parénquima pulmonar y bronquios con el resultante neumotórax.

### Trauma por la desaceleración
Las colisiones por desaceleración súbita se caracterizan por un proceso inflamatorio en el pulmón y/o el corazón en el lugar del impacto, causando hinchazón y la presencia de infiltrado linfo-monocitario. En este tipo de trauma, el paciente tendrá dolor local, pero sin cambios en el momento del trauma. Después de aproximadamente 24 horas, sin embargo, el paciente desarrollará atelectasias o un cuadro similar a la neumonía. En el corazón se produce, en general, disminución de la fracción de eyección y el cambio en la función cardíaca: insuficiencia cardíaca y arritmias importantes.
El choque frontal u horizontal contra una barrera rígida, como en los accidentes por automóvil, causa una rápida desaceleración de la cavidad torácica con la continua circulación de los órganos intratorácicos siguiendo la ley de la inercia. Esto conduce a una fuerza de cizallamiento en los puntos de fijación del cuerpo, causando la ruptura de la aorta justo después de la salida de la arteria subclavia izquierda y el ligamento arterioso, que son sus puntos de fijación. Incluso en momentos de grandes caídas, donde el individuo está sentado o de pie, pueden ocurrir lesiones en la válvula aórtica. En el momento de la diástole ventricular, cuando la válvula está cerrada, se crea una inercia vertical que hace que el volumen de sangre ejerza una gran fuerza sobre la válvula, provocando su ruptura. 

### Trauma penetrante
Es el mecanismo más común traumas abiertos. Puede ser producidos criminal o accidentalmente por armas de fuego, objetos afilados o fragmentos de explosiones. Las lesiones por objetos rectos suelen cursar con un trayecto previsible y una baja energía cinética. Por su parte, las armas de fuego causan lesiones más tortuosas, irregulares, y por lo tanto más graves y difíciles de tratar.

## Tratamiento

### Traumatismo contuso
La intervención quirúrgica es rara vez necesaria en las lesiones torácicas contusas. En un reporte, solo el 8% los casos con lesiones torácicas contusas requirieron de una operación. La mayoría pueden ser tratados con medidas de apoyo e intervenciones simples, tales como tubo de toracostomía. 
En lesiones de la pared torácica, fracturas, dislocaciones, y lesiones diafragmáticas, las 
indicaciones de cirugía inmediata incluyen casos con pérdida traumática de la integridad de la pared torácica y lesiones diafragmáticas importantes. Las indicaciones para la cirugía relativamente inmediata y a largo plazo incluyen la demora en el reconocimiento de lesiones diafragmáticas y la aparición de una hernia diafragmática traumática. 
En lesiones de la pleura, los pulmones y vías digestivas, se indica la cirugía inmediata cuando hay una fuga masiva de aire después de la inserción del tubo torácico; un hemotórax masivo o la continuación de una alta tasa de pérdida de sangre a través del tubo torácico (es decir, 1500 ml de sangre a la inserción de tubo torácico o la continuación de la pérdida de 250 ml/h durante 3 horas consecutivas; lesiones importantes de tráquea, bronquios, o del esófago confirmadas radiográficamente o por endoscopia, y la recuperación de contenido del tracto gastrointestinal a través del tubo de tórax. 
Las lesiones contusas del corazón, grandes arterias, venas y linfáticos requieren de cirugía inmediata en casos de taponamiento cardiaco, la confirmación radiográfica de lesión en un gran vaso, y un embolismo en la arteria pulmonar o corazón.